# Roxanne Shanté

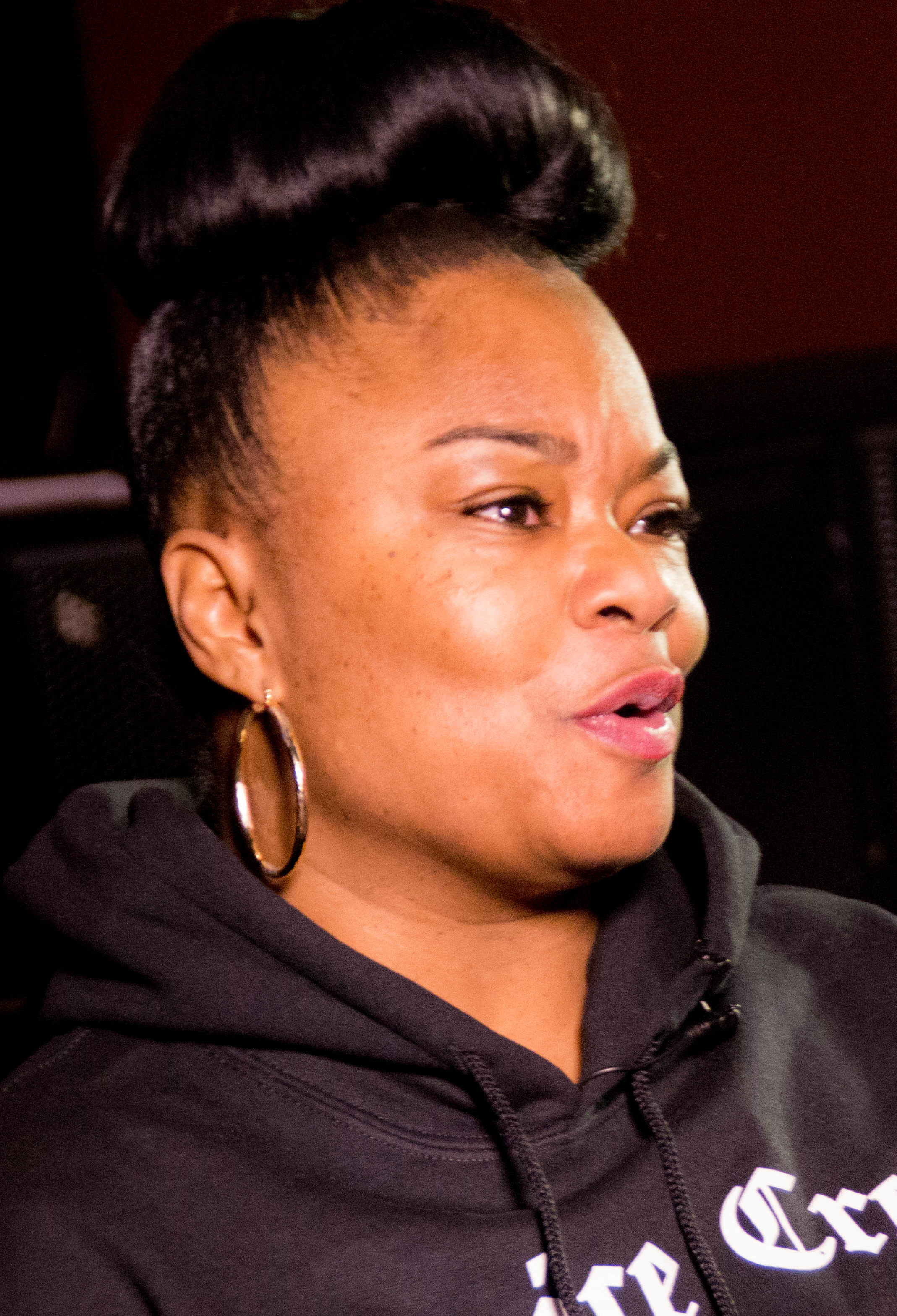
Roxanne Shanté, 2016

Roxanne Shanté (* 9. November 1969 in Queens, New York City; bürgerlicher Name Lolita Shante Gooden) ist eine US-amerikanische Rapperin. Sie war Mitglied der Juice Crew um den Musikproduzenten und DJ Marley Marl (bestehend aus Marley Marl, MC Shan, Big Daddy Kane, Biz Markie, Roxanne Shanté, und Craig G) und gilt als Vorbild für viele später erfolgreiche weibliche Rapperinnen (u. a. Cora E.: „Ich wollte rappen wie Shanté“ rappt sie in Schlüsselkind). 

## Leben
Roxanne Shanté wuchs in Queensbridge, einem sozialen Brennpunkt in New York City, auf. Ihre Karriere begann im Alter von 14 Jahren, als sie den Song Roxanne’s Revenge veröffentlichte. Dabei handelte es sich um eine musikalische Antwort auf den Hit Roxanne, Roxanne der Rapgruppe U.T.F.O. aus dem Jahr 1984. Shantés Song wurde ein Hit und schnell verbreitete sich ihr Ruf als energische Battle-Queen. 
1986 hatte sie mit dem Funk-Musiker Rick James den Hit Loosey’s Rap. Außerdem arbeitete sie im Laufe ihrer Karriere mit Künstlern wie Biz Markie (Def Fresh Crew), Big Daddy Kane, Craig G, Frankie Cutlass oder Kool G Rap (Deadly Rhymes). 
Ende der 90er Jahre zog sich Shanté langsam als aktive Künstlerin aus der Musikszene zurück. 
Sie begann ein Studium, welches sie entgegen vorheriger eigener Bekundungen jedoch nicht mit einem Doktorgrad abschloss und eröffnete folglich auch keine psychotherapeutische Praxis in New York. Trotzdem blieb sie der Musikindustrie erhalten und wurde eine Art Mentorin für junge talentierte Nachwuchsrapperinnen. Außerdem tauchte sie in mehreren Sprite-Werbungen auf. 
Im Jahr 2000 arbeitete sie mit dem britischen Produzenten Mekon zusammen (What’s Going On?). 
2003 wurde sie in der Musikdokumentation Miss M.C. presents Queens of Hip Hop mit anderen weiblichen Hip-Hop-Pionieren (Salt’N’Pepa, Lady Luck, Rah Digga, Charli Baltimore) porträtiert. 2018 wurde die Filmbiografie Roxanne Roxanne veröffentlicht. Darin wird sie von Chanté Adams dargestellt.

## Diskografie

### Alben
- 1989: Bad Sister (Cold Chillin’/Breakout)
- 1992: The Bitch Is Back (Livin’ Large)
- 1995: Roxanne Shante’s Greatest Hits (Cold Chillin’)
- 2002: The Best of Cold Chillin’: Roxanne Shante (Landspeed Records)

### Singles
| Jahr | Titel Album                  | Höchstplatzierung, Gesamtwochen, AuszeichnungChartsChartplatzierungen (Jahr, Titel, Album, Platzierungen, Wochen, Auszeichnungen, Anmerkungen) | Anmerkungen                         |
| Jahr | Titel Album                  | UK | Anmerkungen                         |
| ---- | ---------------------------- | --- | ----------------------------------- |
| 1985 | Bite This                    | UK97 (1 Wo.)UK | Ten Records Ltd./Pop Art Records    |
| 1987 | Have a Nice Day Bad Sister   | UK58 (3 Wo.)UK | Cold Chillin’/Breakout              |
| 1988 | Go On Girl Bad Sister        | UK55 (3 Wo.)UK | Breakout/Warner Bros. Records, Inc. |
| 1989 | Live on Stage Bad Sister     | UK82 (4 Wo.)UK | Cold Chillin’/Breakout              |
| 1990 | Independent Woman Bad Sister | UK77 (2 Wo.)UK | Breakout                            |
| 1990 | Go On Girl (1990)            | UK74 (2 Wo.)UK | Breakout                            |

Weitere Singles
- 1984: Roxanne’s Revenge (Pop Art Records)
- 1985: Queen of Rox (Shanté Rox On) (Pop Art Records)
- 1985: Runaway (Pop Art Records)
- 1986: I’m Fly Shanté (Pop Art Records)
- 1986: The Def Fresh Crew / Biz Beat (Pop Art Records)
- 1987: Pay Back (Pop Art Records)
- 1989: Have a Nice Day / Feelin’ Kinda Horny (Cold Chillin’)

### Gastbeiträge
| Jahr | Titel Album     | Höchstplatzierung, Gesamtwochen, AuszeichnungChartsChartplatzierungen (Jahr, Titel, Album, Platzierungen, Wochen, Auszeichnungen, Anmerkungen) | Anmerkungen                |
| Jahr | Titel Album     | UK | Anmerkungen                |
| ---- | --------------- | --- | -------------------------- |
| 2000 | What’s Going On | UK43 (2 Wo.)UK | Mekon feat. Roxanne Shanté |